# Juan Carlos Bazalar
Juan Carlos Bazalar Cruzado, né le 23 février 1968 à Lima, est un footballeur péruvien qui jouait comme milieu de terrain. Il s'est reconverti en entraîneur.
Neveu de Luis Cruzado, grande figure de l'Universitario de Deportes des années 1960, il est le père d'Alonso Bazalar (en), également footballeur.

## Biographie

### Carrière de joueur

#### En club
Juan Carlos ‘’Juanca’’ Bazalar a la particularité d'avoir été champion dans les deux clubs les plus antagonistes du Pérou, à l'Universitario de Deportes (en 1987, 1990, 1992 et 1993) et à l'Alianza Lima (en 1997 et 2001). 
Il étoffe son palmarès au Cienciano del Cusco en remportant deux trophées internationaux, la Copa Sudamericana en 2003 et la Recopa Sudamericana, l'année suivante.
Sa carrière de joueur contemple également un passage à l'étranger, au Veria FC (en Grèce), lors de la saison 1998-1999. Il prend sa retraite en 2009, à 40 ans passés,  après une dernière pige au Sport Áncash.

#### En équipe nationale
International péruvien de 1989 à 2007, Juan Carlos Bazalar dispute 26 matchs en équipe du Pérou. Ayant fait ses débuts en sélection à l'occasion d'un match amical face au Brésil, le 10 mai 1989 (défaite 4-1), il participe notamment à la Copa América 2007 au Venezuela.

### Carrière d'entraîneur
Devenu entraîneur, Juan Carlos Bazalar prend les rênes du Pacífico FC et remporte le championnat de 2e division en 2012. Promu en D1, Bazalar est destitué du club en juillet 2013, faute de bons résultats.
Après un passage à l'Atlético Torino en 2014, il se spécialise dans la Copa Perú - l'équivalent de la D3 péruvienne - tournoi qu'il remporte trois fois en 2018, 2019 et 2021 avec le Pirata FC, le Carlos Stein et l'ADT de Tarma, respectivement.
En 2023, il revient en D2 péruvienne à la tête du CD Los Chankas qu'il parvient à faire monter en 1re division pour la première fois de son histoire.

## Palmarès

### Palmarès de joueur
| Universitario de Deportes - Championnat du Pérou (4) : - Champion : 1987, 1990, 1992 et 1993. |  | Alianza Lima - Championnat du Pérou (2) : - Champion : 1997 et 2001. |  | Cienciano del Cusco - Copa Sudamericana (1) : - Vainqueur : 2003. - Recopa Sudamericana (1) : - Vainqueur : 2004. |

### Palmarès d'entraîneur
| Pacífico FC - Championnat du Pérou D2 (1) : - Champion : 2012. |  | Pirata FC - Copa Perú (1) : - Vainqueur : 2018. |  | Carlos Stein - Copa Perú (1) : - Vainqueur : 2019. |  | AD Tarma - Copa Perú (1) : - Vainqueur : 2021. |